# 翠竹路 (寶安區)

翠竹路，是中國廣東深圳的西南-東北方向道路，在寶安區，西南邊從寶安大道開始，到東北邊的翻身路。

## 敘述
全長345m，闊17米，1車道，只可以西南向東北行。

## 經過道路
從西南到東北，粗字是主幹道：
- 寶安大道
- 川安路
- 翻身路